# Thomas Delavall
Thomas Delavall (también Delaval o DeLavall; 1620-1682) fue un oficial y hombre de negocios estadounidense de origen británico. Fue nombrado 2º, 5º y 11º Alcalde de Nueva York en tres ocasiones, en 1666, el año 1671 y 1678, respectivamente.
Nacido en Londres, Inglaterra, Delavall llegó por primera vez a América en 1664 como oficial en el ejército de Richard Nicolls, en la que participó en la campaña de Invasión de Nueva York. A menudo se refiere como "Capitán", convirtiéndose en un ciudadano prominente en la comunidad poseyendo una gran cantidad de bienes raíces alrededor de la colonia, como casas en Nueva York y Kingston, un molino en Yonkers, y tierras en Gravesend. Delavall fue nombrado Síndico General de Nueva York en 1664. Fue un miembro del Consejo de Asesores del Gobernador en 1667, y juez de la provincia en 1679.
Fue nombrado segundo alcalde de Nueva York en 1666, sucediendo a Thomas Willett. Fue reelegido de nuevo en 1671, y, por último, de nuevo en 1678.
La hija de Delavall se casó con William Dervall, otro futuro alcalde de la ciudad. Delavall murió en 1682, poco después de haber escrito su testamento.